# Podopterus cordifolius
Podopterus cordifolius är en slideväxtart som beskrevs av Rose & Standl.. Podopterus cordifolius ingår i släktet Podopterus och familjen slideväxter. Inga underarter finns listade i Catalogue of Life.